# Nontron
Nontron är en kommun i departementet Dordogne i regionen Nouvelle-Aquitaine i sydvästra Frankrike. Kommunen ligger i kantonen Nontron som tillhör arrondissementet Nontron. År 2022 hade Nontron 3 049 invånare.

## Befolkningsutveckling
Antalet invånare i kommunen Nontron
Referens:INSEE